# Алексиу, Харис
Ха́рис Алекси́у (греч. Χάρις Αλεξίου, урождённая Хариклия Рупака (греч. Χαρίκλεια Ρουπάκα), род. 27 декабря 1950, Фивы) — греческая певица.

## Жизнеописание
Харис Алексиу родилась в 1950 году в Фивах, однако ещё в детстве вместе с семьей переехала в Афины. В 1972 году дуэт с Йоргосом Даларасом «Μικρά Ασία» положил начало её музыкальной карьере. Сразу же Харис Алексиу начала сотрудничество с лучшими греческими композиторами, среди которых Манос Лоизос, Лефтерис Пападопулос, Микис Теодоракис, Христос Николопулос.
В 1975 году певица записала свой первый диск, в который вошли двенадцать уже популярных песен, поэтому альбом и получил название «12 Λαϊκά Τραγούδια» (рус. 12 популярных песен). Песня «Δημητρούλα» становится одной из самых популярных в Греции на тот момент. Харис Алексиу продолжала сотрудничать с Йоргосос Даларосом, появились и новые дуэты с Димитрой Галани, Антонисом Калояннисом, Василисом Папаконстантиносом, Яннисом Париосом, Анной Висси. Она исполняла песни на музыку Маноса Лоизоса, Манолиса Расулиса, Янниса Париоса, Антониса Вардиса. В 1987 году Манос Хатзидакис пригласил Харис Алексиу дать сольный концерт с альбомом «Απρόβλεπτα τραγούδια», при этом он сам осуществил постановку концерта.
В 1990 году записан второй альбом в сотрудничестве с Таносом Микруцикосом под названием «Κρατάει χρόνια αυτή з κολώνια». В октябре того же года Харис Алексиу дала концерт «З δική μας νύχτα» на Стадионе мира и дружбы, который с тех пор считается одним из самых грандиозных в Греции за всю декаду. Наряду с Алексиу в программе концерта приняли участие Яннис Париос, Танос Микруцикос, Димитра Галани, Алкистис Протопсалти, Йоргос Саррис, Йоргос Замбетас, Лакис Лазопулос и Мелина Меркури.
В 1991 году Харис Алексиу выступила на сцене Одеон Герода Аттика в Афинах с программой «Πράξεις τρεις» (рус. Три действия). В первом действии певица исполняла песни Хатзидакиса, Брехта, Лоизоса и  известных композиторов, во втором исполняла популярные песни других современных исполнителей, в третьем — песни собственного репертуара в сопровождении оркестра Йоргоса Традалидиса.
В 1992 году записан новый альбом «Δι' ευχών». В 1993 году студия «Полигрэм Интернэшнл» выпускает его в Японии, Бельгии, Франции и Израиле. Французский канал MCM записал концерт Харис Алексиу на сцене театра Ликавита. С успехом прошли её 100 концертов в Греции, на Кипре, в США, Канаде, Израиле, Европе. Тур триумфально завершился на сцене театра «Могадор» в Париже.
В 1997 году Харис Алексиу начала активную общественную деятельность. 18 июня она представляла Грецию в Комитете по делам молодёжи, воспитания и средств массовой информации в Европейском Парламенте с докладом на тему «Продвижение музыки в Европе. Роль Европейского Союза», который состоялся под эгидой парламентария и члена Комитета по культуре Наны Мусхури. Летом того же года она дала согласие на протежирование подготовки к Олимпиаде 2004 года в Афинах и дала благотворительный концерт на Пниксе.
В 2000 году Харис Алексиу открыла свою собственную студию звукозаписи «Εστία», первым вышедшим здесь альбомом стал «Παράξενο Φως», в записи которого приняли участие Танос Микрутсикос, Лефтерис Пападопулос, Христос Николопулос, Антонис Вардис, Лина Николакопулу, Манос Элефтерия, Яннис Спанос, Никос Антипас, Арис Даваракис, Никос Портокалоглу, Никос Татсис, Яннис Спафас, Васо Аллаяни, Илиас Катсулис, Феодорос Поалас, Никос Мораитис, а «Σ'αγαπώ, σ'αγαπώ» Маноса Лоизоса Харис Алексиу исполнила в дуэте с Михалисом Хадзияннисом. В 2003 году записана песня «Εσύ με ξέρεις πιο πολύ» на музыку и лирику Харис Алексиу. Песня быстро стала чрезвычайно популярной. Её Харис также исполняла в дуэте с Филиппосом Плиацикасом, Элени Цалигопулу и Сократисом Маламасом.